# Charang
Charang (nepalski: चराङ) – gaun wikas samiti w zachodniej części Nepalu w strefie Dhawalagiri w dystrykcie Mustang. Według nepalskiego spisu powszechnego z 2001 roku liczył on 142 gospodarstw domowych i 661 mieszkańców (334 kobiet i 327 mężczyzn).